# Prix Forcheurs Jean-Marie Lehn
Le Prix Forcheurs Jean-Marie Lehn est un prix scientifique destiné aux jeunes chercheurs.
Cette récompense scientifique a été créée en 2017 par l'Ambassade de France en Allemagne en partenariat avec l'Université Franco-Allemande afin d'encourager les partenariats scientifiques entre la France et l'Allemagne.
Ce prix, remis chaque année, récompense un binôme de chercheurs de moins de 45 ans, l'un issu d'une institution française et l'autre issu d'une institution allemande, qui collaborent dans les domaines de la chimie, de la santé ou de la pharmacologie,,,,,.
Sous le parrainage du prix Nobel de chimie Jean-Marie Lehn, chaque lauréat reçoit 10 000 €. Le prix est co-financé par Sanofi Deutschland et BASF France.

## Récipiendaires
| Année | Scientifique français    | Scientifique allemand | Catégorie | Sujet de recherche |
| ----- | ------------------------ | --------------------- | --------- | --- |
| 2025  | Eva Kowalinski           | Stefanie Kaiser       | Santé     | Recherche intitulé « Potentiel thérapeutique des ARNt-méthyltransférases ciblant le 3-méthyl-cytosine » porte sur l’identification de nouveaux principes actifs contre le cancer par la modification des structures d’ARN |
| 2024  | Caroline Rouaux          | Sabine Liebscher      | Santé     | Recherche sur la sclérose latérale amyotrophique (maladie de Charcot) |
| 2023  | Sébastien Ulrich         | Max von Delius        | Chimie    | Le développement d’amphiphiles à clics et déclics intelligents pour la reconnaissance et le transport de l’ARN |
| 2022  | Thomas Hermans           | Pol Besenius,         | Chimie    | Le contrôle de la formation d'hydrogel par l'utilisation d'aimants peu chers et largement disponibles |
| 2021  | Jean-Christophe Baret    | Tobias Erb (de),      | Chimie    | La création de nouvelles enzymes fixatrices de CO2 et de chloroplastes artificiels |
| 2020  | Joseph Moran             | Harun Tüysüz          | Chimie    | La catalyse enzymatique en chimie prébiotique |
| 2019  | Maria Magiera            | Monika Leischner      | Santé     | Le code tubuline et ses implications dans les fonctions neuronales, |
| 2018  | Vincent Artero           | Benjamin Dietzek      | Chimie    | La catalyse supramoléculaire de photodécomposition de l’eau, |
| 2017  | Julie Guillermet-Guibert | Maximilian Reichert   | Santé     | Une nouvelle approche thérapeutique de traitement de l'adénocarcinome canalaire pancréatique |